# Aftokinitodromos 14
Der Aftokinitodromos 14 / Αυτοκινητόδρομος 14 (griechisch für ‚Autobahn 14‘) ist eine geplante griechische Autobahn, die eine Verbindung der Autobahn 5 bei Agrinio mit der zukünftigen Autobahn 3 bei Lamia ermöglichen soll. Ihr Verlauf entspricht grob dem Verlauf der bestehenden Nationalstraße 38 in diesem Bereich.